# Екатерина Саксен-Лауэнбургская (герцогиня Мекленбурга)
Екатерина Саксен-Лауэнбургская (ок. 1400 — 22 сентября 1450) — герцогиня Саксен-Лауэнбургская по рождению, сеньора фон Верли и позже герцогиня Мекленбургская по браку. Регент Мекленбурга с 1422 по 1436 год.

## Жизнь
Екатерина была дочерью герцога Саксен-Лауэнбургского Эриха IV и Софии Брансуик-Люнебургской. Она вышла замуж за Иоганна VII фон Верле, он умер в 1414 году. Затем она вышла замуж за герцога Иоганна IV Мекленбургского в 1416 году. Когда Иоганн умер в 1422 году, после шести лет брака, она до 1436 года управляла герцогством до несовершеннолетия своих сыновей.
Долгое время Хартия, датированная июлем 1448 года была последним известным документом, в котором упоминалось имя Екатерины. Затем появилась хартия, в которой говорилось, что она умерла в ноябре. На рубеже веков Ганс Витте мог наконец доказал, что она умерла в день Святого Мориса (22 сентября) 1450 года.

## Дети
У Екатерины от брака с Иоганном IV Мекленбургским было два сына:
- Генрих IV Толстый, герцог Мекленбурга (1422—1477)
- Иоганн V, герцог Мекленбурга (1422—1442)